# 다촨구

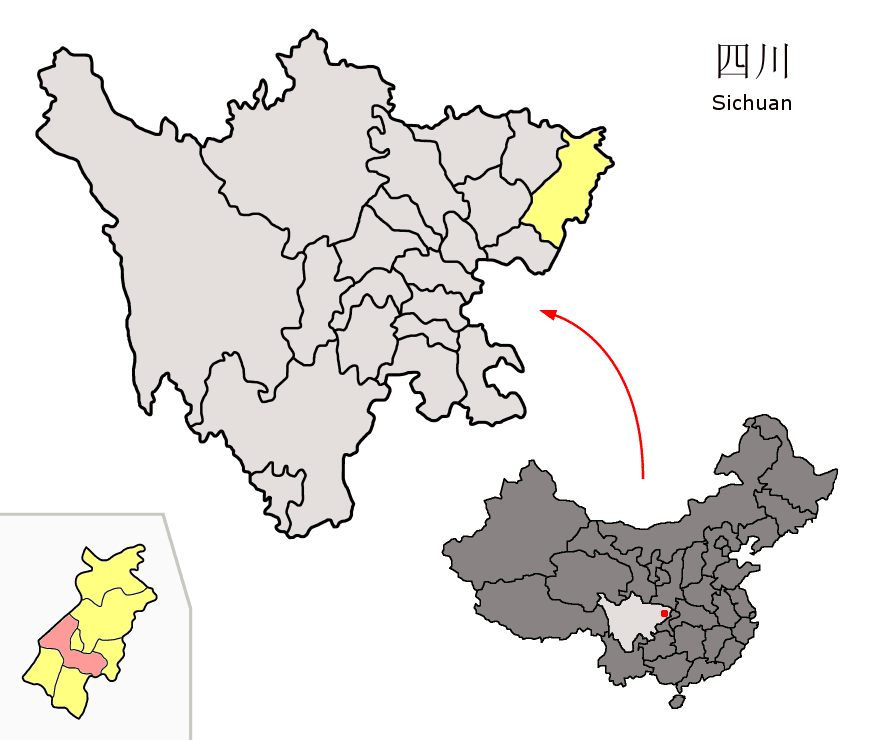
다촨 구의 위치

다촨구(한국어: 달천구, 중국어: 达川区, 병음: Dáchuān Qū)은 중화인민공화국 쓰촨성 다저우 시의 현급 행정구역이다. 넓이는 2688km2이고, 인구는 2007년 기준으로 1,310,000명이다. 2013년 7월에 다 현(중국어: 达县, 병음: Dá Xiàn)에서 전환되어 설치되었다.

## 기후
연평균 기온은 17.2℃이고 연평균 강수량은 1212mm이다.

## 행정 구역
21개 진, 43개 향을 관할한다.
- 진: 南外镇, 亭子镇, 福善镇, 麻柳镇, 檀木镇, 大树镇, 南岳镇, 万家镇, 景市镇, 百节镇, 赵家镇, 河市镇, 石板镇, 金垭镇, 渡市镇, 管村镇, 石梯镇, 石桥镇, 堡子镇, 江陵镇, 碑庙镇.
- 향: 大风乡, 江阳乡, 东兴乡, 安仁乡, 葫芦乡, 大滩乡, 花红乡, 黄庭乡, 黄都乡, 平滩乡, 碑高乡, 马家乡, 木子乡, 双庙乡, 斌郎乡, 幺塘乡, 陈家乡, 龙会乡, 罐子乡, 申家乡, 草兴乡, 木头乡, 金檀乡, 大堰乡, 赵固乡, 九岭乡, 桥湾乡, 五四乡, 银铁乡, 沿河乡, 香隆乡, 永进乡, 洛车乡, 道让乡, 虎让乡, 米城乡, 龙滩乡, 梓桐乡, 北山乡, 金石乡, 安云乡, 青宁乡, 檬双乡.